# Imprenta Amiri

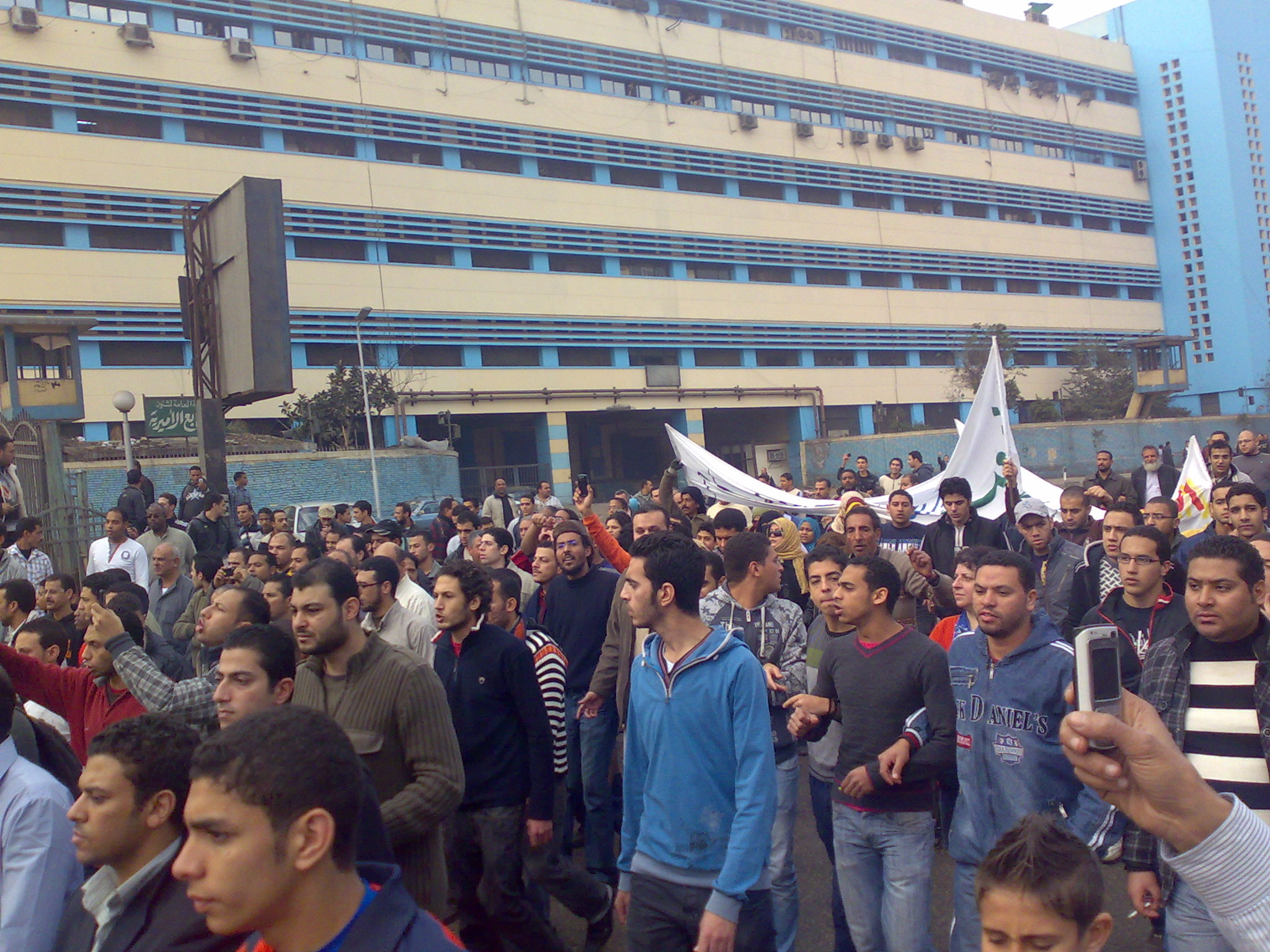
Una de las marchas del 25 de enero de 2011 que pasa ante la «Autoridad de imprenta de Amiria» en Imbaba.

La Imprenta de Amiri o Prensa Amiri (en árabe: المطابع الأميرية‎ al-maṭbaʿa al-ʾAmiriya), oficialmente Autoridad General para Asuntos de Imprenta de Amiri (الهيئة العامة لشؤون المطابع الأميرية‎), popularmente conocida como Imprenta de Bulaq (مطبعة بولاق‎), por ubicarse originalmente en el distrito de Bulaq, El Cairo, es una imprenta, y una de las principales agencias de comunicación de Egipto, con las que Muhammad Ali Pasha quiso modernizar el país. La Imprenta de Amiri tuvo un profundo efecto en la literatura egipcia y la vida intelectual en el país y en la región, ya que los trabajos científicos en idiomas europeos se tradujeron al árabe.

## Establecimiento

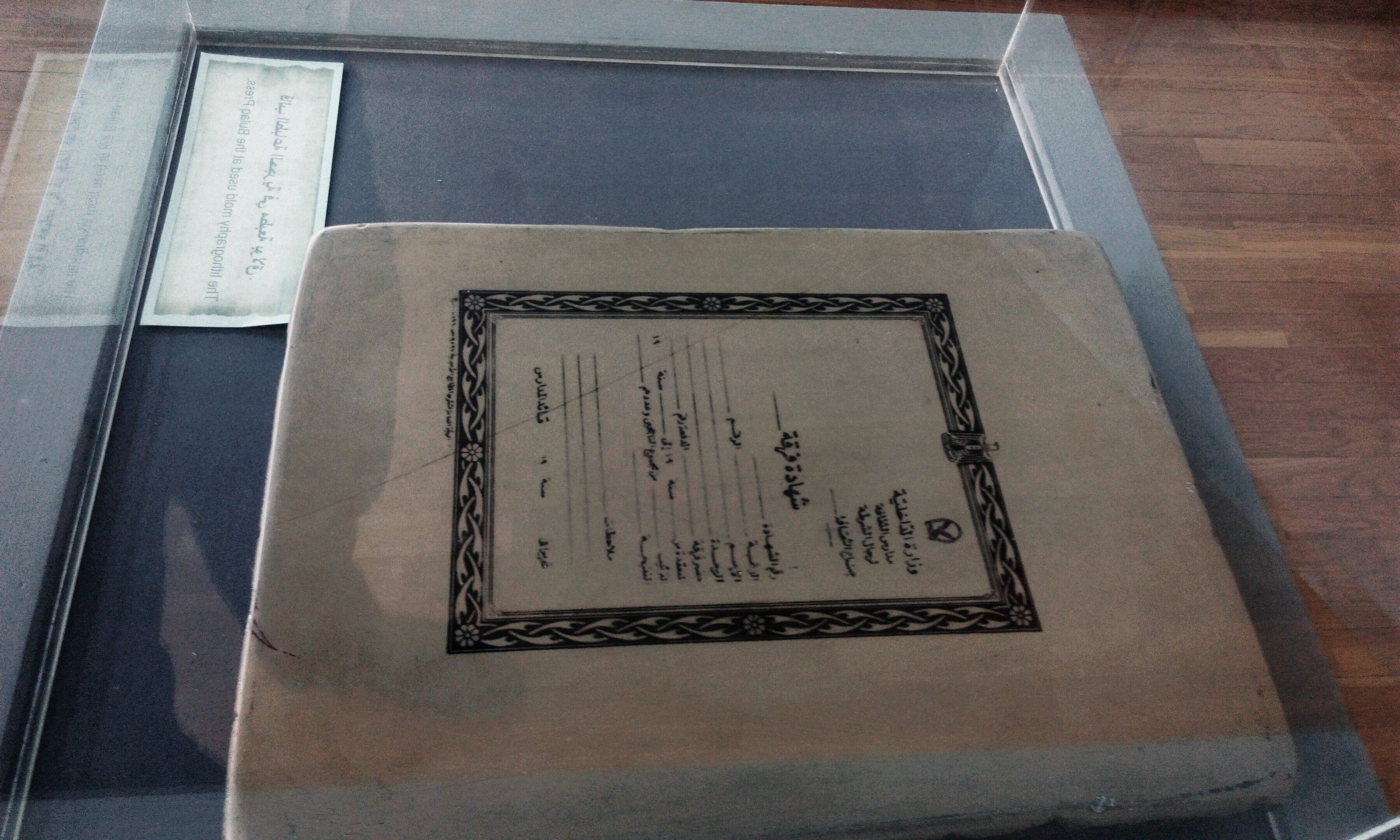
Un sello de litografía en la imprenta Bulaq.

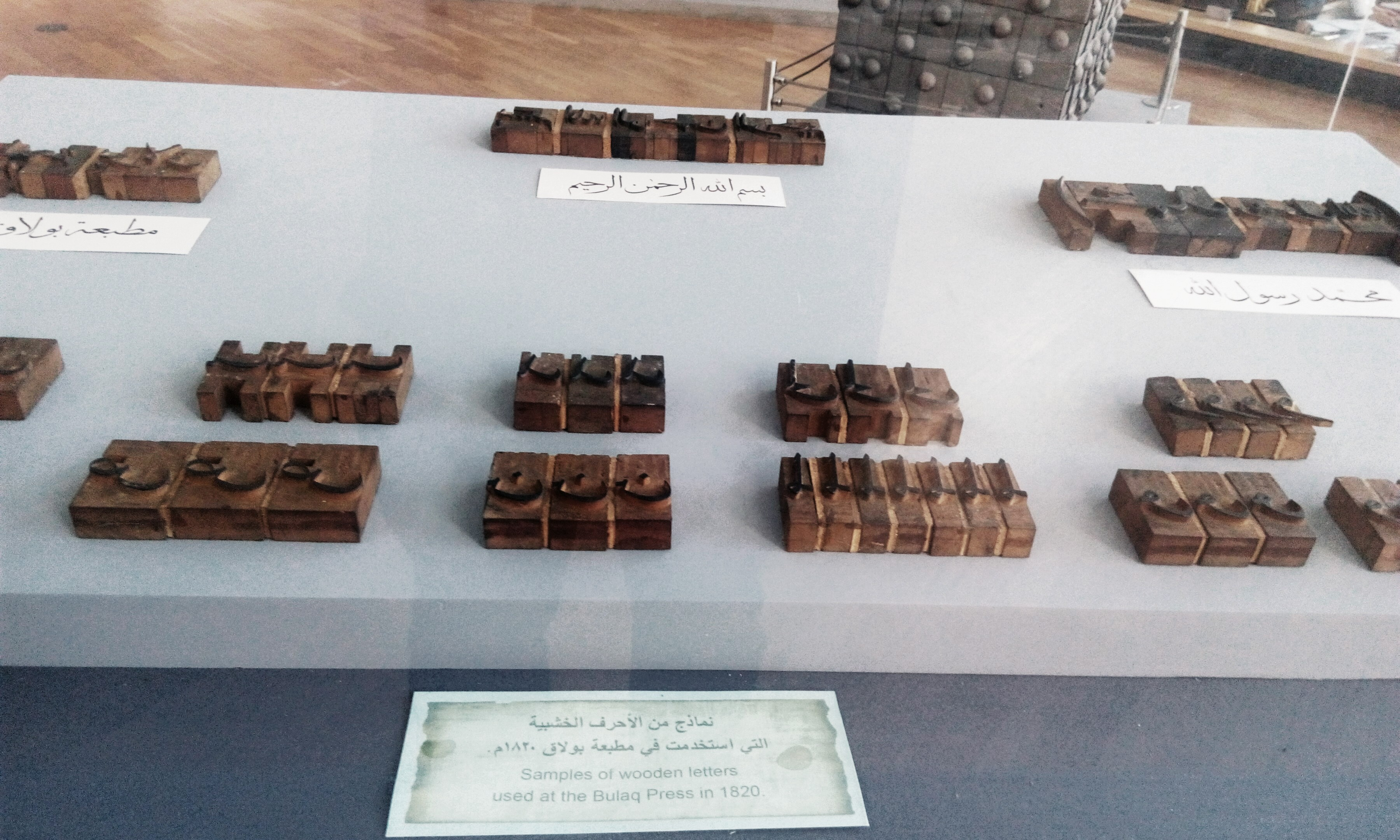
Bloques de letras de madera utilizados en la imprenta Bulaq en 1820.

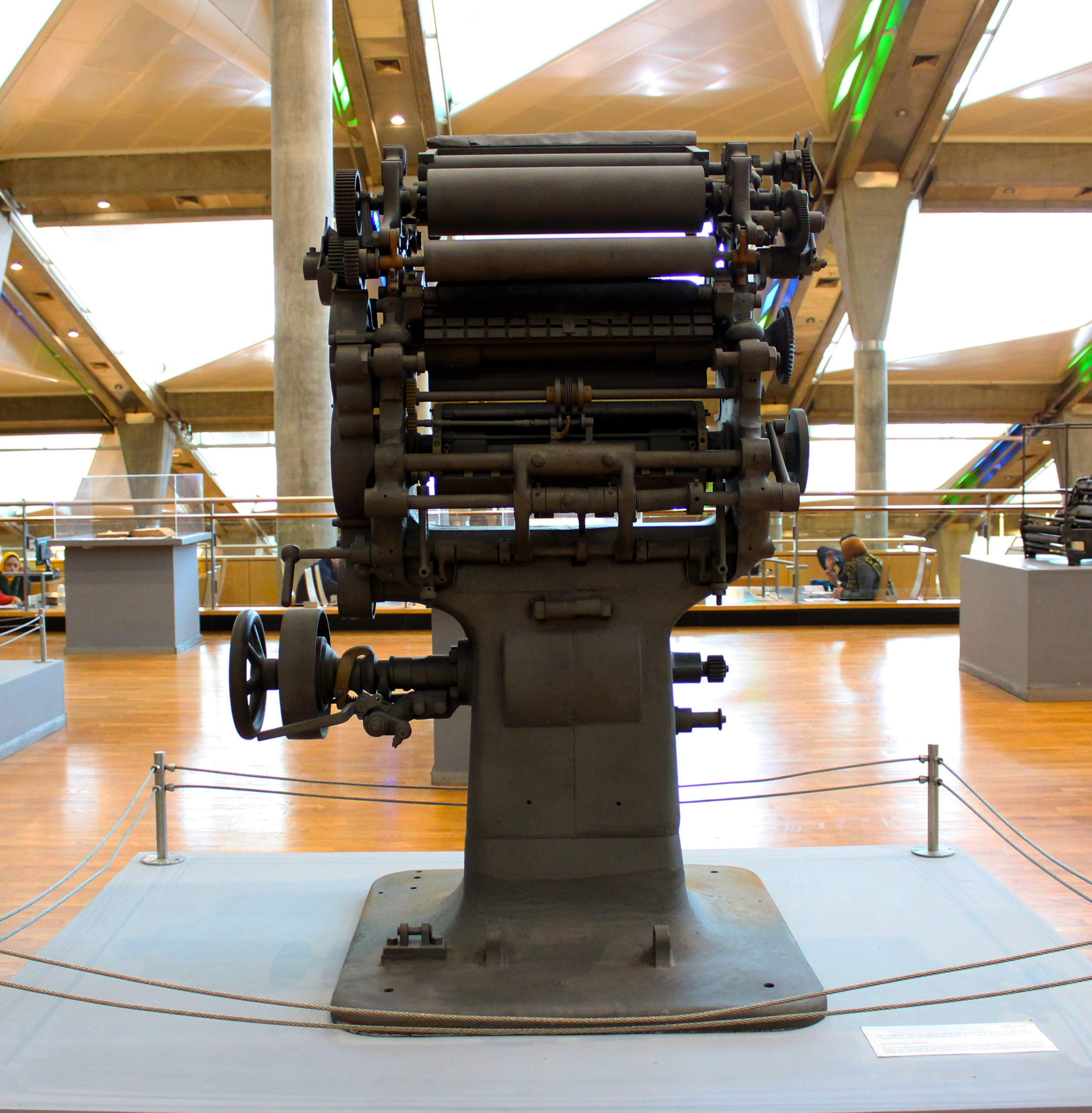
Esta impresora de sobres fue una de las imprentas de la Bulaq Press. Fue renovado durante el reinado de Ismail Pachá. Comprada en 1869, la impresora de fabricación británica se utilizó para imprimir todo tipo de sobres. Se encuentra en la Biblioteca de Alejandría.

La Imprenta Amiri se estableció en 1820 y se abrió oficialmente durante el reinado de Muhammad Ali Pasha en 1821. Al principio, publicó libros militares para el ejército egipcio, pero pronto se desarrolló y comenzó a imprimir libros literarios, libros de ciencia y libros de texto. También fue la imprenta turca más activa e importante de El Cairo.

## Propiedad
En octubre de 1862, Muhammad Said Pachá entregó la imprenta a Abdurrahman Bik Rushdi. Luego fue comprado por Ismail Pachá, quien lo agregó a Da'ira Sunnia (الدائرة السنية), o las posesiones reales. La imprenta Amiri volvió a la posesión del estado en 1880, durante el reinado de Tewfik Pachá.
El 13 de agosto de 1956, Gamal Abdel Nasser aprobó la Ley 312 de 1956 que ordena el establecimiento de la «Autoridad de Imprenta de Amiri» bajo la jurisdicción del Ministerio de Comercio e Industria. La primera reunión de su administración, encabezada por el administrador del Ministerio de Comercio e Industria en ese momento, Aziz Sedky, se celebró el 1 de septiembre de 1956. El ministerio luego decidió construir un nuevo edificio de 35,000 m² para la Autoridad de Imprenta de Amiri y equiparlo con tecnología de impresión de última generación para difundir sus mensajes.
La Imprenta de Amiri comenzó oficialmente a operar en su nueva ubicación el 28 de julio de 1973 durante la administración de Sadat bajo Ibrahim Salem Muhammadin, Ministro de Comercio e Industria en ese momento.

## Publicaciones de la Imprenta Amiri
- El Diario Oficial: el periódico oficial estatal, publicado todos los jueves.
- Al-Waqa'i' al-Masriyya (Asuntos egipcios): el periódico más antiguo de Egipto, publicado como un apéndice del Diario Oficial y publicado todos los días excepto los viernes y festivos.[6]
- Otras publicaciones: publicaciones gubernamentales, libros jurídicos, calendarios y la imprenta curanaria Sherif.

## Amiri (tipo de letra)
Amiri es una tipografía diseñada por Khaled Hosny basada en el nasji, un estilo caligráfico tradicional árabe. El tipo de letra Amiri se inspira en un tipo de letra promovido por Bulaq Press, también llamado al-Mataabi 'al-Amiriya en 1905. Sobre el tipo de letra de 1905 y sobre los desafíos de digitalizar la escritura árabe, el Khaled Hosny escribió:«Una de las características más novedosas del tipo de letra Bulaq es mantener la estética de la caligrafía Naskh mientras se cumplen los requisitos (y limitaciones) de la composición tipográfica, un equilibrio que no se logra fácilmente». El proyecto Amiri fue apoyado por Google Fonts, TeX Users Group, y donaciones de usuarios.
A partir del 22 de octubre de 2019, está alojado en 67,000 sitios web, y es atendido por la API de Google Fonts aproximadamente 74.8 millones de veces por semana.
Amiri fue lanzado con un código abierto por SIL Open Font License.